# Municipio de Jēkabpils
El municipio de Jēkabpils (en Letón: Jēkabpils novads) es uno de los 36 municipios de Letonia, se encuentra localizado en el sureste de dicho país báltico. Fue creado durante el año 2009 después de una reorganización territorial. La ciudad capital es en la ciudad de Jēkabpils, que no está incluida en la municipalidad.

## Ciudades y zonas rurales
- Ābeļu pagasts (zona rural)
- Dignājas pagasts (zona rural)
- Dunavas pagasts (zona rural)
- Kalna pagasts (zona rural)
- Leimaņu pagasts (zona rural)
- Rubenes pagasts (zona rural)
- Zasas pagasts (zona rural)

## Población y territorio
Su población se encuentra compuesta por un total de 5.866 personas (2009). La superficie de este municipio abarca una extensión de territorio de unos 906 kilómetros cuadrados. La densidad poblacional es de 6,47 habitantes por cada kilómetro cuadrado.